# آگوست نوگارا
آگوست نوگارا (انگلیسی: August Nogara؛ ۲۸ فوریهٔ ۱۸۹۶ – ۲۸ ژوئن ۱۹۸۴) دوچرخه‌سوار اهل ایالات متحده آمریکا بود. وی در بازی‌های المپیک تابستانی ۱۹۲۰ شرکت کرده‌است.